# A di là delle nuvole
A di là delle nuvole (Frans: Par-delà les nuages) is een Italiaans-Franse dramafilm uit 1995 onder regie van Michelangelo Antonioni en Wim Wenders.

## Verhaal
Een regisseur is op zoek naar een nieuw personage voor zijn volgende film. In een vliegtuig vertelt hij vier verhalen over verliefde koppels.

## Rolverdeling
| Acteur               | Personage  |
| -------------------- | ---------- |
| Fanny Ardant         | Patricia   |
| Chiara Caselli       | Geliefde   |
| Irène Jacob          | Meisje     |
| John Malkovich       | Regisseur  |
| Sophie Marceau       | Meisje     |
| Vincent Perez        | Niccolò    |
| Jean Reno            | Carlo      |
| Kim Rossi Stuart     | Silvano    |
| Inés Sastre          | Carmen     |
| Peter Weller         | Echtgenoot |
| Marcello Mastroianni | Schilder   |
| Jeanne Moreau        | Vriendin   |